# Pic White Mountain
Le pic White Mountain, en anglais : White Mountain Peak, est un sommet culminant à 4 342 mètres d'altitude dans le centre est de la Californie, à l'Ouest des États-Unis. C'est le point culminant des montagnes Blanches. Il est constitué de roches sédimentaires. Il est probablement occupé depuis la Préhistoire par des Amérindiens. Le sommet est coiffé par une station de recherche de l'Université de Californie. Une piste permet de gravir la montagne, ce qui rend le sommet facile d'accès. La montagne est protégée par la forêt nationale d'Inyo.

## Toponymie
White Mountain signifie littéralement « montagne blanche » en anglais.

## Géographie
Le pic White Mountain se situe dans l'Ouest des États-Unis, au centre est de l'État de Californie, dans le comté de Mono, dont elle constitue le point culminant. Il se trouve à 32 kilomètres au nord-nord-est de Bishop, tandis que Sacramento, la capitale de l'État, est à 300 kilomètres à l'ouest-nord-ouest, San Francisco à environ 370 kilomètres à l'ouest et Los Angeles à près de 400 kilomètres au sud. Les côtes de l'océan Pacifique se trouvent à 350 kilomètres au sud-ouest. Il domine la vallée de Chalfant à l'ouest, où passe la route 6, dans le prolongement septentrional de la vallée de l'Owens ; à l'est se trouve la vallée de Fish Lake. Le sommet s'élève à 4 342 mètres d'altitude dans les montagnes Blanches, ce qui en fait le point culminant de la chaîne et le troisième plus haut de l'État. Sa hauteur de culminance est de 2 193 mètres ; le sommet plus élevé le plus proche est le mont Williamson, à près de 110 kilomètres au sud. Il donne naissance au Lone Tree Creek au nord-ouest et au Millner Creek au sud-ouest, tandis que le Perry Aiken Creek prend sa source à l'est ; ces cours d'eau alimentent des canaux.
Les piémonts du pic White Mountain abritent des spécimens épars de pin Bristlecone, qui sont remarquables par leur longévité, leur adaptation aux sols alcalins et leur résistance aux conditions climatiques extrêmes. Celles-ci sont caractérisées par une sécheresse prononcée, avec moins de 500 millimètres de précipitations, et des températures basses toute l'année, ainsi que des vents violents en été et en hiver.

## Histoire
Le pic White Mountain pourrait avoir été gravi par les Amérindiens. En effet, des recherches archéologiques ont révélé l'existence de onze villages anciens entre 3 150 et 3 850 mètres d'altitude au sud de la montagne, ce qui en fait les sites de résidence connus les plus élevés d'Amérique du Nord ; d'autres sont avérés au nord de la montagne. Ils semblent associés à une extension de peuples numiques, probablement des Païutes, entre les Ier et IIe millénaires av. J.-C., Les villages étaient occupés de mi-juin à fin août voire début septembre.

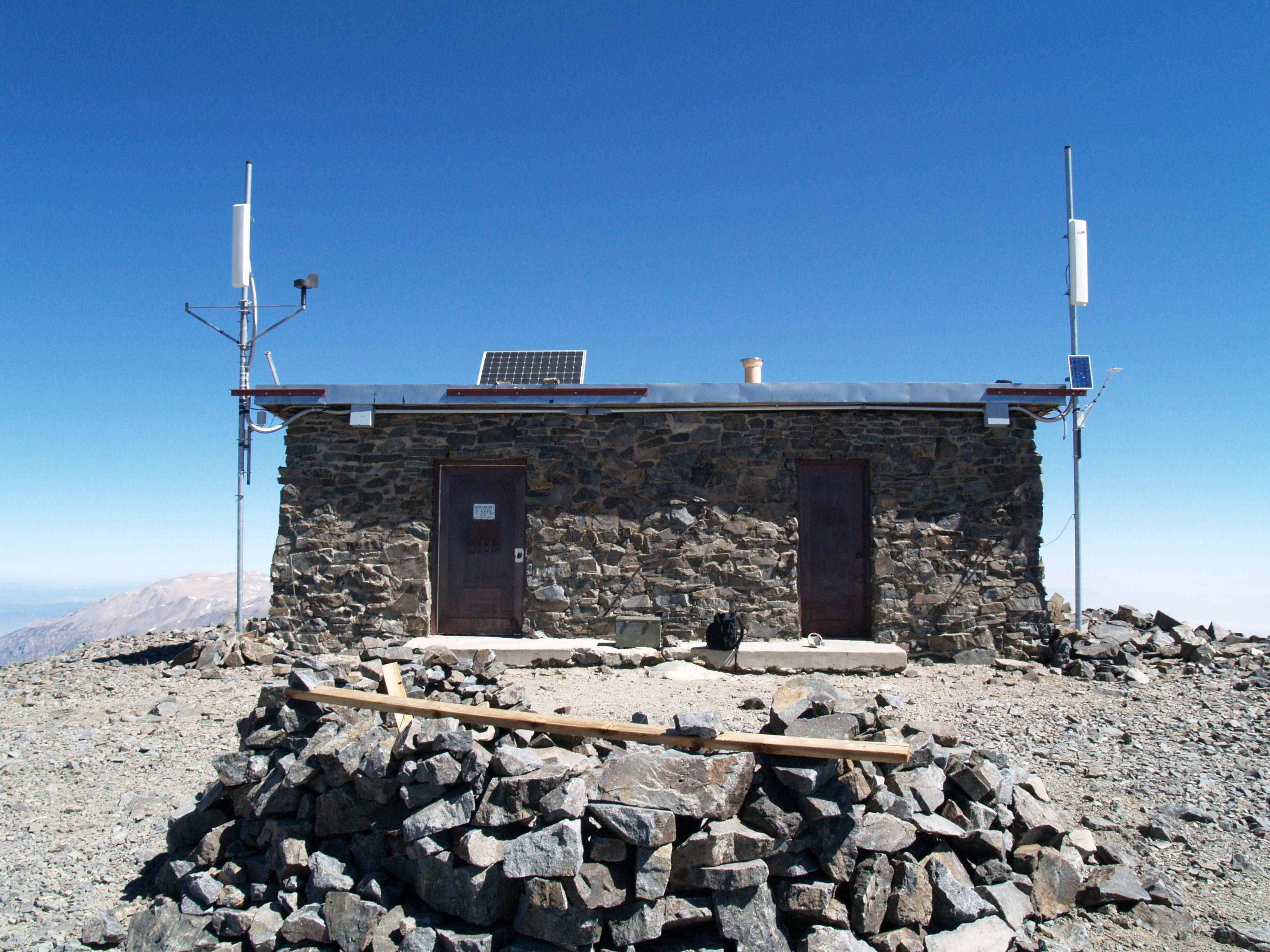
Vue de la façade sud de la station de recherche de White Mountain.

Le sommet abrite depuis 1955 la station de recherche de White Mountain. Elle fait partie, avec les stations d'Owens Valley (1 250 m), de Crooked Creek (3 100 m) et de Barcroft (3 800 m), d'un centre de recherche dirigé par l'Université de Californie initialement conçu après la Seconde Guerre mondiale dans le but d'étudier la physiologie respiratoire et les effets de l'altitude sur les pilotes d'avion. Les travaux ont été étendus au rayonnement cosmique, à l'écophysiologie hibernatoire ou encore aux interférences paléoclimatiques sur le pin Bristlecone,. La piste menant jusqu'au mont Barcroft est tracée à l'automne 1948. La station sommitale se compose d'un bâtiment en pierre orienté est/ouest de dix mètres de longueur pour cinq mètres de largeur. Il supporte deux antennes de télécommunication et des instruments de mesure climatiques ; sur le toit sont installés deux panneaux photovoltaïques de cent watts chacun destinés à alimenter les instruments. L'intérieur comporte deux pièces : la partie occidentale est le laboratoire ; la partie orientale sert de refuge avec deux lits doubles superposés et une cuisine, le tout alimenté par un groupe électrogène.

## Activités

### Randonnée et ascension
L'accès au pic White Mountain se fait depuis la route californienne 168 par une route bitumée jusqu'à Schulman Grove, vers 3 050 mètres d'altitude, puis en empruntant une piste caillouteuse jusqu'à la station du mont Barcroft à 3 800 mètres d'altitude, qui se prolonge par un chemin carrossable jusqu'au sommet. Toutefois, l'accès est restreint par une barrière environ trois kilomètres avant la station Barcroft, à 3 560 mètres d'altitude ; elle est ouverte au public les premiers dimanches d'août et de septembre. Depuis la barrière, l'itinéraire aller-retour fait 23 kilomètres pour un dénivelé total de 1 000 mètres. L'itinéraire est prisé des VTTistes. Le sommet est considéré comme le plus facile des fourteeners de Californie.
Les randonneurs ont aussi la possibilité de gravir l'arête occidentale, depuis la vallée de Chalfant, pour un dénivelé de 2 500 mètres. L'ascension par le nord est compliquée par une arête vertigineuse. Par l'est, il est possible de remonter le cours du Perry Aiken Creek jusqu'à un cirque naturel sous le sommet.

### Protection environnementale
Le pic White Mountain fait partie de la forêt nationale d'Inyo, qui a été créée en 1907 et couvre 7 455 km2.